# Athletic Club de Madrid 1930-1931
Questa voce raccoglie le informazioni riguardanti l'Athletic Club de Madrid, antico nome del Club Atlético de Madrid, nelle competizioni ufficiali della stagione 1930-1931.

## Stagione
Nella stagione 1930-1931 i colchoneros, allenati da Rudolf Jeny, terminarono il campionato al terzo posto e pur vincendo tutte le partite giocate in casa, mancarono la promozione in Primera División. In Coppa della Repubblica l'Atlético Madrid fu invece eliminato ai sedicesimi di finale dal Valladolid. Nel campionato Regional de Madrid, la squadra si piazzò al secondo posto perdendo lo scontro diretto per il titolo all'ultima giornata contro il Madrid CF.

## Maglie e sponsor
| Manica sinistra · Manica sinistra · Maglietta · Maglietta · Manica destra · Manica destra · Pantaloncini · Calzettoni |

## Rosa
| N. |                   | Ruolo | Calciatore                 |
| -- | ----------------- | ----- | -------------------------- |
| -  | Spagna (bandiera) | P     | Antonio                    |
| -  | Spagna (bandiera) | P     | Gil                        |
| -  | Spagna (bandiera) | D     | Joaquín Arater             |
| -  | Spagna (bandiera) | D     | Corral                     |
| -  | Spagna (bandiera) | D     | Cabezo                     |
| -  | Spagna (bandiera) | D     | Hilario                    |
| -  | Spagna (bandiera) | D     | Moriones                   |
| -  | Spagna (bandiera) | C     | Victoriano de Santos Troya |
| -  | Spagna (bandiera) | C     | Arcadio Arteaga            |
| -  | Spagna (bandiera) | C     | Buiría                     |

| N. |                       | Ruolo | Calciatore         |
| -- | --------------------- | ----- | ------------------ |
| -  | Porto Rico (bandiera) | C     | Eduardo Ordóñez    |
| -  | Spagna (bandiera)     | C     | Fuertes            |
| -  | Spagna (bandiera)     | A     | del Coso           |
| -  | Spagna (bandiera)     | A     | Cuesta             |
| -  | Spagna (bandiera)     | A     | Félix Pérez Marcos |
| -  | Spagna (bandiera)     | A     | Losada             |
| -  | Spagna (bandiera)     | A     | Costa              |
| -  | Spagna (bandiera)     | A     | Luis Marín Sabater |
| -  | Spagna (bandiera)     | A     | Francisco Moraleda |
| -  | Spagna (bandiera)     | A     | Illera             |

## Statistiche

### Statistiche di squadra
| Competizione           | Punti | Totale | Totale | Totale | Totale | Totale | Totale | DR  |
| Competizione           | Punti | G      | V      | N      | P      | Gf     | Gs     | DR  |
| ---------------------- | ----- | ------ | ------ | ------ | ------ | ------ | ------ | --- |
| Segunda División       | 23    | 18     | 11     | 1      | 6      | 47     | 31     | +16 |
| Coppa della Repubblica | -     | 2      | 0      | 0      | 2      | 2      | 4      | -2  |
| Campionato Regionale   | 17    | 10     | 8      | 1      | 1      | 44     | 13     | +31 |
| Totale                 | 40    | 30     | 19     | 2      | 9      | 93     | 48     | +45 |